# Războieni
Războieni é uma comuna romena localizada no distrito de Neamţ, na região de Moldávia. A comuna possui uma área de  km² e sua população era de 2296 habitantes segundo o censo de 2007.